# Unión Estepona Club de Fútbol
Maillots
L'Unión Estepona Club de Fútbol est un club de football espagnol basé dans la ville d'Estepona dans la province de Malaga. Il fut fondé en 1995 après avoir fusionné l'Estepona CF et l'AD Estepona.
Le club évolue actuellement en Tercera División (4ème division espagnol). 
Il s'agit d'un des principaux clubs de la province de Malaga.

## Histoire
L'Union Estepona a été fondée durant la saison 1995/96, après la fusion de l' Estepona CF et de l' UD Estepona, qui étaient les deux équipes existantes après la disparition du CD Estepona, l'équipe qui était dans la Segunda División B.
Le club s'est élevé vers la  Tercera División dans la saison 2007/08 après terminé en deuxième position du troisième groupe de la Première Division de l'Andalousie. Pour la saison 2008/09, dans le Tercera División, le club a obtenu les services de Catanha, un très bon joueur lorsqu'il jouait pour le Malaga CF et le Celta Vigo.